# Godivje (Krivogastani)
Godivje (macedónul: Годивје) település Észak-Macedóniában, a Pelagonijai körzet Krivogastani járásában.

## Népesség
| Lakosok száma | 314  | 369  | 399  | 346  | 297  | 232  | 214  | 166  | 112  |
|               | 1948 | 1953 | 1961 | 1971 | 1981 | 1991 | 1994 | 2002 | 2021 |

- 2002-ben 166 lakosa volt, akik közül 165 macedón és 1 szerb.